# Заједничка каротидна артерија
Заједничка каротидна артерија је велика парна еластична артерија, која обезбеђује главно снабдевање крвљу у пределу главе и врата. По једна заједничка каротидна артерија, које постоје са обе стране тела међусобно се разликују по свом пореклу. Лева заједничка каротидна артерија настаје из лука аорте унутар горњег средогруђа (медијастинума), док десна заједничка каротидна артерија излази из брахиоцефаличног стабла постериорно од десног стерноклавикуларног зглоба.
Заједничка каротидна артерија се уздиже споља од трахеје и једњака унутар дубоке цервикалне фасције, каротидне овојнице, заједно са унутрашњом југуларном веном и вагусним нервом.